# 艾爾默湖
64°08′N 108°30′W / 64.133°N 108.500°W

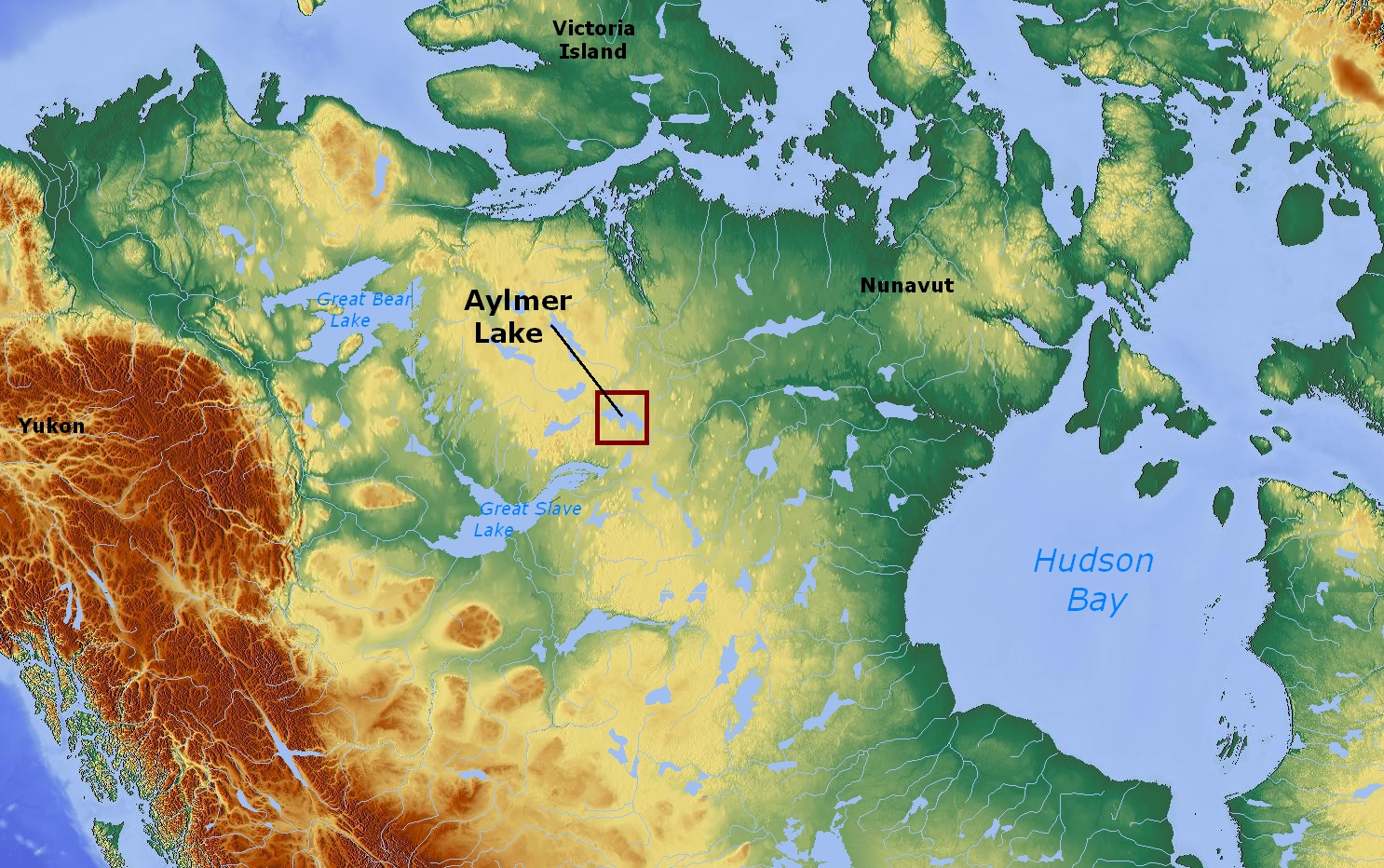

艾爾默湖是加拿大的湖泊，位於該國西北部，處於大奴湖以北約100公里，由西北地區負責管轄，面積809平方公里，是該地區第七大湖泊，島嶼面積38平方公里，海拔高度375米。